# Christine Bellier
Pour les articles homonymes, voir Bellier.
 (août 2017).
Si vous disposez d'ouvrages ou d'articles de référence ou si vous connaissez des sites web de qualité traitant du thème abordé ici, merci de compléter l'article en donnant les références utiles à sa vérifiabilité et en les liant à la section « Notes et références ».
Christine Bellier est une actrice et directrice artistique canadienne.
Notamment active dans le doublage, elle a été entre autres la voix québécoise de Drew Barrymore, Tara Reid, Reese Witherspoon, Charlize Theron, Cate Blanchett, Piper Perabo, Shannon Elizabeth et Kate Winslet lors de son activité au Québec. Entre 2004 et 2023, Christine Bellier évolue dans ce domaine en France avant de retourner au Québec.

## Biographie
En 1995, Christine Bellier obtient son diplôme de l'École de théâtre du CEGEP Lionel-Groulx de Sainte-Thérèse.
Plus tard, elle a joué quelques rôles au cinéma, à la télévision, au théâtre et en publicité. En parallèle, elle officie dans le domaine du doublage et prête sa voix à de nombreuses actrices jusqu'au milieu des années 2000.
À partir de 2004, elle change de plan de carrière et s'installe en France pour y poursuivre son activité professionnelle.
Elle est maintenant de retour au Québec où elle continue son métier de comédienne.

## Doublage

### Cinéma

#### Films
- Drew Barrymore dans :
  - Frissons (1996) : Casey
  - Le Chanteur de noces (1998) : Julia Sullivan
  - À tout jamais, une histoire de Cendrillon (1998) : Danielle de Barbarac
  - Frites Maison (1998) : Sally Jackson
  - Un baiser, enfin ! (1999) : Josie Geller
  - Au volant avec les gars (2001) : Beverly D'Onofrio
  - Confessions d'un homme dangereux (2003) : Penny
  - Les 50 premiers rendez-vous (2004) : Lucy Whitmore
- Tara Reid dans :
  - Folies De Graduation (1999) : Vicky Lathum
  - Baises et Conséquences (1999) : Sara Olswang
  - Josie et les Pussycats (2001) : Melody Valentine
  - Folies De Graduation 2 (2001) : Vicky Lathum
  - National Lampoon présente Van Wilder (2002) : « Gwen » Elizabeth Pearson
- Charlize Theron dans :
  - Le Plus Fou des deux (1997) : Billie Tyler
  - L'Œuvre de Dieu, la Part du Diable (1999) : Candy Kendall
  - Les jeux sont faits (2000) : Ashley Mercer
  - Escapade à Reno (2002) : Candy Kirkendall
- Reese Witherspoon dans :
  - Ernest ou l'importance d'être constant (2002) : Cecily
  - Sweet Home Alabama (2002) : Melanie Smooter
  - Blonde et légale 2 : Rouge, blanc et blonde (2003) : Elle Woods
  - La foire aux vanités (2004) : Becky Sharp
- Cate Blanchett dans :
  - Vol à Vue (1999) : Connie Falzone
  - Le Don (2001) : Annie Wilson
  - Bandits (2001) : Kate Wheeler
- Shannon Elizabeth dans :
  - Film de peur (2000) : Buffy Gilmore
  - 13 fantômes (2001) : Kathy Kriticos
  - Jay et Bob contre-attaquent (2001) : Justice
- Piper Perabo dans :
  - Les Aventures de Rocky et Bullwinkle (2000) : Karen Sympathy
  - Coyote Ugly (2000) : Violet Stanford
  - Rebelles (2001) : Pauline "Paulie" Oster
- Marley Shelton dans :
  - Nixon (1995) : Tricia Nixon Cox
  - Pomme et Cannelle (2001) : Diane Weston
  - Saint-Valentin (2001) : Kate Davies
- Kate Winslet dans :
  - Créatures célestes (1994) : Juliet Hulme
  - Titanic (1997) : Rose DeWitt Bukater-Dawson (jeune)
  - Du Soleil plein la tête (2004) : Clementine Kruczynski
- Fairuza Balk dans :
  - Génération X-trême (1998) : Stacey
  - Les Voyous de Brooklyn (2002) : Annie
- Leslie Bibb dans :
  - Le Clan des Skulls (2000) : Chloe Whitfield
  - Mon Ami Spot (2001) : Stéphanie
- Kate Bosworth dans :
  - En souvenir des Titans (2000) : Anne Marie Chadwick
  - Défi Bleu (2002) : Anne Marie Chadwick
- Jennifer Connelly dans :
  - Cité obscure (1998) : Emma Murdoch / Anna
  - Retour à Brooklyn (2000) : Marion Silver
- Clea DuVall dans :
  - Elle a tout pour elle (1999) : Misty
  - La femme de l'astronaute (1999) : Nan
- Claire Forlani dans :
  - Le Rocher (1996) : Jade Angelou
  - Antitrust (2001) : Alice Poulson
- Leslie Mann dans :
  - Drôle de père (1999) : Corinne
  - Orange County (2002) : Corinne
- Jacqueline McKenzie dans :
  - Terreur sous la mer (1999) : Janice Higgins
  - Les Divins Secrets des petites Ya-Ya (2002) : Teensy (jeune)
- Brittany Murphy dans :
  - Beautés fatales (1999) : Lisa Swenson
  - L'Amour à Coup Sûr (2001) : Dede Mulligan
- Cynthia Preston dans :
  - L'Ultime Menace (The Ultimate Weapon) (1998) : Mary Kate
  - Prémonition (Convergence) (1999) : Ali Caine
- Kathleen Robertson dans :
  - De toute beauté (2000) : Wanda Love
  - Film de peur 2 (2001) : Theo
- Leslie Stefanson dans :
  - La fille du général (1999) : Elisabeth Campbell
  - L'Indestructible (2000) : Kelly
- Estella Warren dans :
  - La Planète des singes (2001) : Daena
  - Kangourou Jack (2003) : Jessie
- 1971 : L'Exorciste : Sharon Spencer (Kitty Winn) Doublage de la version intégrale (2001)
- 1996 : Femmes de Rêve : Marty (Natalie Portman)
- 1997 : Selena : Selena (Jennifer Lopez)
- 1997 : Le Pacte du silence : Deb (Rasool J'Han)
- 1997 : Rétroactif : Rayanne (Shannon Whirry)
- 1998 : Les Racoleuses : Nicole Beach (Toi Svane Stepp)
- 1998 : Armageddon : Grace Stamper (Liv Tyler)
- 1998 : Godzilla : Audrey Timmonds (Maria Pitillo)
- 1998 : Comportement insolite : Rachel Wagner (Katie Holmes)
- 1998 : Les filles font la loi : Odette Sinclair (Gaby Hoffmann)
- 1998 : Mauvaise conduite : Tina (Kobe Tai)
- 1998 : Halloween H20 : 20 ans plus tard : Molly Cartwell (Michelle Williams)
- 1999 : Les Pros du Collège : Darcy Sears (Ali Larter)
- 1999 : L'Intra-Terrestre : Eve Vrustikoff (Alicia Silverstone)
- 1999 : Amis et Amants : Carla (Claudia Schiffer)
- 1999 : Dix choses que je déteste de toi : Chastity (Gabrielle Union)
- 1999 : Magnolia : Claudia Wilson Gator (Melora Walters)
- 1999 : Carrie 2 : La Rage : Tracy Campbell (Charlotte Ayanna (en))
- 2000 : Ça va brasser! : Brittany (Jill Ritchie)
- 2000 : Commérages : Cathy Jones (Lena Headey)
- 2000 : Garde Betty : Rosa Hernandez (Tia Texada)
- 2000 : Docteur T et les Femmes : DeeDee (Kate Hudson)
- 2001 : 15 minutes : Daphne Handlova (Vera Farmiga)
- 2001 : Animal : Rianna (Colleen Haskell)
- 2001 : Blonde et légale : Margot (Jessica Cauffiel)
- 2001 : Le Spectre de Bones : Cynthia (Bianca Lawson)
- 2002 : À la Croisée des Chemins : Kit (Zoe Saldana)
- 2002 : xXx : J.J. (Eve)
- 2002 : La Vérité à Propos de Charlie : Sylvia (Sakina Jaffrey)
- 2002 : Miss Populaire : April (Anna Faris)
- 2002 : Mauvaise fréquentation : Julie (Kerry Washington)
- 2003 : Freddy contre Jason : Lori Campbell (Monica Keena)
- 2023 : Flotter (en) : Rachel (Michelle Krusiec)

#### Films d'animation
- 1998 : Une vie de bestiole : la princesse Atta (version québécoise)
- 1999 : Histoire de jouets 2 : Barbie (version québécoise)
- 2001 : Atlantis, l'empire perdu : la princesse Kida (version québécoise)
- 2002 : Cendrillon 2 : Mary
- 2002 : Hé Arnold ! le film : Mère (version québécoise)
- 2003 : Atlantis : Le Retour de Milo : Princesse Kida (version québécoise)
- 2008 : Le Secret de la Petite Sirène : Aquata (versions française et québécoise)
- 2023 : Élémentaire : Alizée Cumulus (version québécoise)

### Télévision

#### Téléfilms
- 1998 : Young Hearts Unlimited : Molly (Lisa Robin Kelly)
- 1999 : The Sheldon Kennedy Story : Jana (Polly Shannon)
- 1999 : Bonanno: A Godfather's Story : Fanny Labruzzo (jeune) (Jessica Welch)
- 2001 : Rendez-Vous au Zebra Lounge : Louise Bauer (Kristy Swanson)

#### Séries télévisées
- 1992 : The Tomorrow People : Ami (Naomie Harris)
- 1996 : Shelby Woo enquête : Angie Burns (Eleanor Noble)
- 1996 : Au gré du vent : Grace Bailey (Kathryn Greenwood)
- 1997 : Ally McBeal : Nelle Porter (Portia de Rossi)
- 1998 : Amandine Malabul : Griselda Bravoure (Poppy Gaye)
- 1999 : Back to Sherwood (en) : Robyn Hood (Aimée Castle)
- 2019 : Looking for Alaska : ? (?) (mini-série)

#### Séries d'animation
- 1999 : T'choupi et Doudou : Malola, la maman de T'choupi (création de voix)
- 2001 : La Clique : Jessie
- 2005 : Bromwell High : Melanie Dickson
- 2008 : T'choupi et ses amis : Malola, la maman de T'choupi (création de voix)
- 2008-2011 : Super Bizz ! : Gwen et Mme Gibbons
- 2013 : T'choupi à l'école : Malola, la maman de T'choupi et Émilie, la remplaçante (création de voix)
- 2018 : Pop Team Epic : Pipimi (Japon Mignon segment)

### Direction artistique
Note : Sauf mention contraire, il est question ici de versions françaises dirigées par Christine Bellier.

#### Films
- 2019 : Inside Man: Most Wanted (version française)
- 2024 : Killer Heat (version québécoise)
- 2024 : House of Spoils (en) (version québécoise)

#### Téléfilms
- 2014 : Noël au soleil
- 2015 : Descente en eaux troubles
- 2021 : Confessions d'une mythomane

#### Séries télévisées
- 2013 : Grand Hôtel (saison 3)
- 2013-2014 : Londres, police judiciaire (saisons 7 et 8)
- 2014-2017 : Hand of God
- 2015 : Rookie Blue (saison 6)
- 2015-2016 : Good Girls Revolt
- 2015-2018 : The Royals
- 2015-2019 : Killjoys
- 2017-2018 : Superstition
- 2017-2023 : La Fabuleuse Madame Maisel
- 2018 : Forever
- 2018-2020 : Single Parents (en)
- 2018-2020 : Condor
- 2018-2021 : Good Girls
- 2019 : Looking for Alaska (mini-série)

## Filmographie
- 2008 : L'Instinct de mort de Jean-François Richet
- 1995 - 1996 : Majeurs et vaccinés : Julie Cormier
- 1997 à 2001: Bouscotte : Victorienne Beauchemin

## Distinctions

### Récompense
- 2000 : lauréate du prix d'interprétation féminine en doublage, Gala des Ronald, pour la comédienne Piper Perabo dans Coyote Ugly

### Nomination
- 1996 : nommée aux Prix Gémeaux pour Julie dans Majeurs et vaccinés